# Domarchiv St. Peter Worms

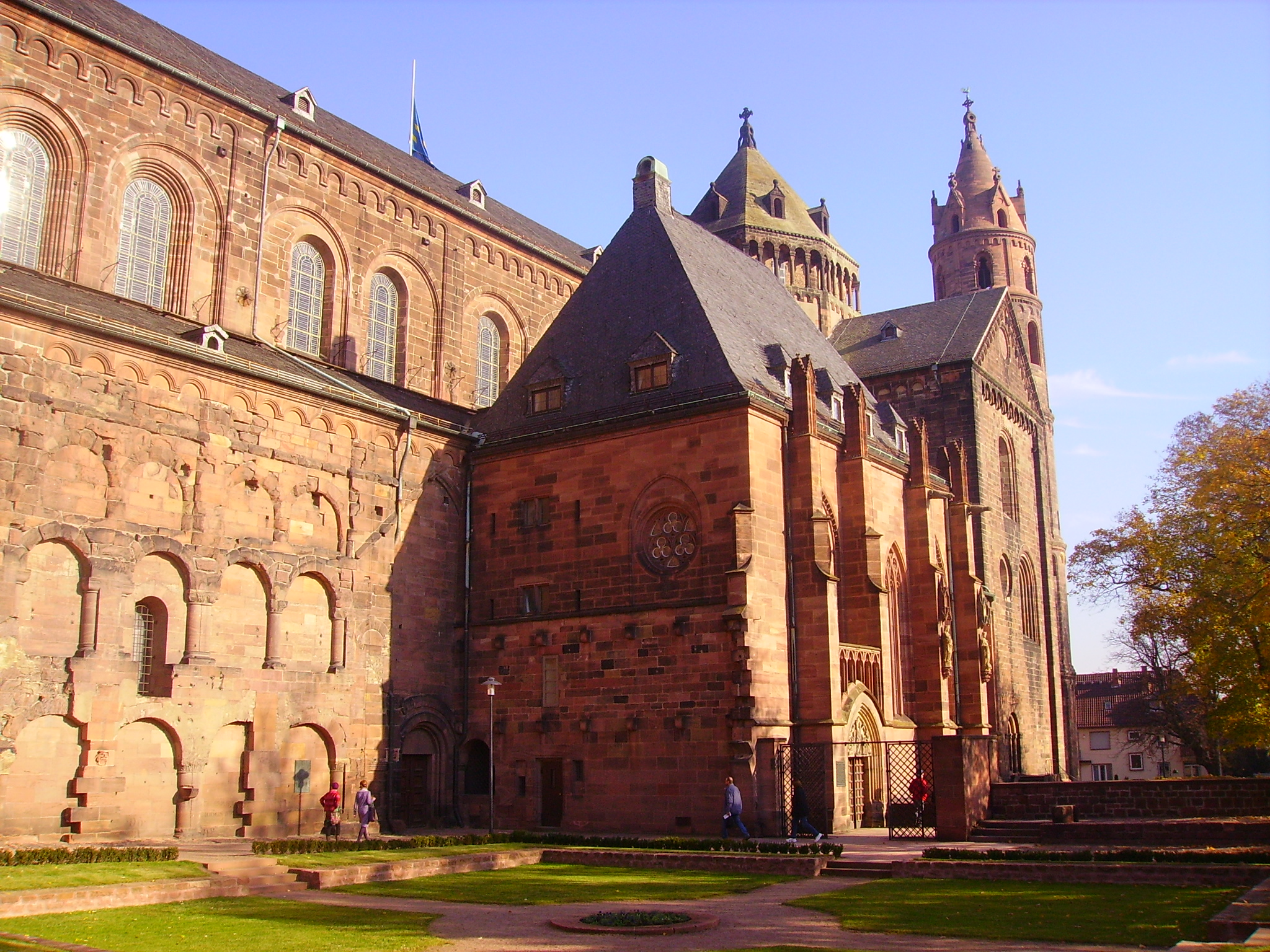
Nikolauskapelle an der Südseite des Wormser Doms. In deren Dachgeschoss ist das Domarchiv St. Peter Worms untergebracht.

Das Domarchiv St. Peter Worms ist das Archiv der Wormser Domgemeinde. Es bewahrt vor allem Unterlagen zu den Baumaßnahmen am Dom.

## Geschichte

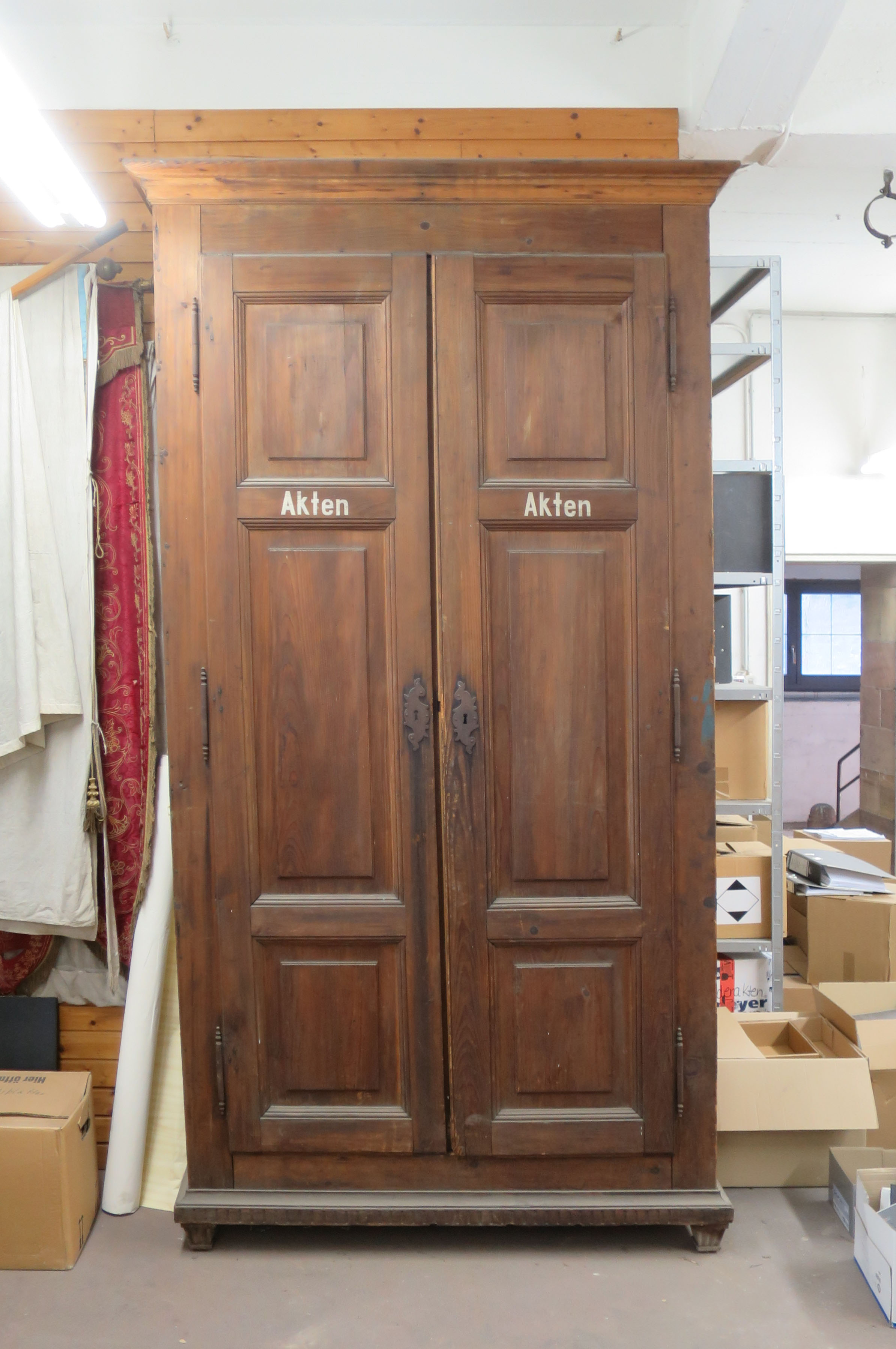
Historischer Aktenschrank

Nachdem Karl Hofmann 1892/93 Dombaumeister geworden war, versuchte er auch, die Unterlagen, die bei der Sanierung des Doms entstanden, ordnungsgemäß zu lagern. Die Dombauakten befanden sich zu Beginn der Wiederherstellungsarbeiten zunächst im Büro der Bauleitung. Nachdem das Material immer umfangreicher wurde, bestimmte Bauabschnitte aber abgeschlossen waren, war eine ordnungsgemäße Archivierung dringend erforderlich. Hofmann hielt den Nordwestturm des Doms für einen geeigneten Ort und wollte ihn entsprechend ausbauen. Dazu kam es aber nicht mehr: Der Erste Weltkrieg unterbrach die Arbeiten, die Dombauhütte wurde geschlossen, die Unterlagen in der Silberkammer des Doms eingelagert.
Ab Dezember 1918 nahm die Dombauhütte ihren Betrieb wieder auf. Nun stand die Sanierung der an den Dom angebauten Nikolauskapelle an. Erstmals für 1920 ist die Idee festgehalten, das Archiv im Dachraum der Nikolauskapelle einzurichten. Die Arbeiten vor Ort lagen zunehmend in der Hand von Philipp Brand, dem es ebenfalls ein wichtiges Anliegen war, die Pläne, Modelle und Akten der Bauaufnahmen und der Sanierungen ordnungsgemäß aufzubewahren. Die Arbeiten an der Nikolauskapelle zogen sich aufgrund finanzieller Schwierigkeiten und des erheblichen technischen Aufwands der Sanierung bis 1930 hin. Dabei wurden im Dachbereich der Kapelle auch zweigeschossig und feuersicher – also in Beton – Räume für das Archiv eingebaut.
Der Innenausbau der Archivräume folgte von 1930 bis 1936. Nachdem das Archivmaterial dorthin gebracht worden war, beabsichtigte Philipp Brand, es zu ordnen. Dazu kam es aber nicht mehr: Er verstarb im Juli 1940. Daraufhin erklärte sich sein Sohn, Regierungs- und Baurat Alfons Brand, der sich auch in vorangegangenen Jahren gestalterisch an den Wiederherstellungsmaßnahmen beteiligt hatte, bereit, den Nachlass seines Vaters und das Domarchiv zu ordnen. Kriegsbedingt kam es dazu aber nicht mehr. Zum Schutz der Unterlagen vor Luftangriffen wurden sie in den unteren Etagen der Domtürme eingelagert, ebenso wie Teile des Stadtarchivs.
Zu einer Ordnung des Archivs durch Alfons Brand kam es dann in den 1960er Jahren. Dabei half ihm sein Sohn, Peter Brand. In der Folge wurde das Archiv im Auftrag der Domgemeinde ehrenamtlich betreut und dabei auch ein handschriftliches Inventar erstellt. 2010 fand durch Mitarbeiterinnen des Stadtarchivs Worms eine professionelle archivische Verzeichnung statt. Dabei handelte es sich um ein gemeinsames Projekt der Domgemeinde St. Peter Worms und des Stadtarchivs Worms, das die Stiftung RWE für Worms, Mittel der Domgemeinde und Mittel des Bistums Mainz finanzierten. Gleichzeitig entfernten die Mitarbeiterinnen die vorgefundene Ordnermechanik aus Metall und betteten die Unterlagen in säurefreie Mappen um. Insgesamt entstanden so 462 Verzeichnungseinheiten (8 Regalmeter) bei 152 laufenden Nummern, mit im Einzelfall bis zu 18 Unternummern. Die zahlreichen Pläne wurden bei diesem ersten Schritt noch nicht mitverzeichnet. Deren Verzeichnung schloss sich in den Folgejahren an, zunächst 2011 die flach liegenden Pläne (ca. 4700 Einheiten), 2012 die gerollten Pläne, die in einem „begehbaren Planschrank“ lagerten (861 Verzeichnungseinheiten mit etwa 1180 Einzelnummern), und 2017 die gerollten Pläne, die in Kisten aufbewahrt werden (81 Rollen). Die gewonnenen Verzeichnisdaten wurden auch in der Archiv-Datenbank Augias hinterlegt.

## Stand

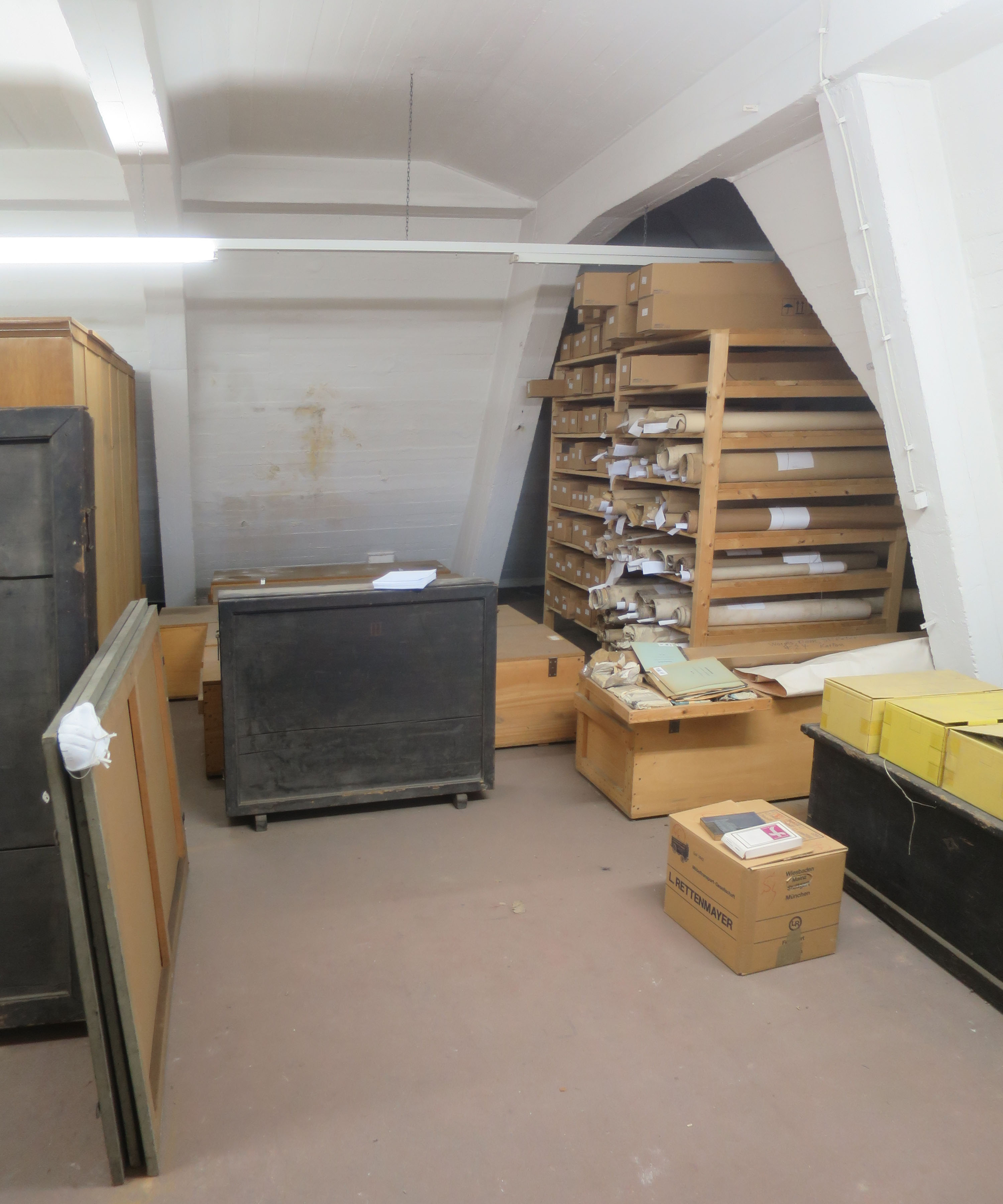
Regal mit gerollten Plänen unter der modernen Dachkonstruktion der Nikolauskapelle aus Beton

Das Domarchiv St. Peter Worms ist weiterhin im Dachgeschoss der Nikolauskapelle untergebracht.
Inhaltlich befasst sich das Archivmaterial, Akten und Pläne, nahezu ausschließlich mit dem Bauwesen der Domgemeinde und hier vor allem mit Baumaßnahmen am Dom. Es umfasst den Zeitraum von 1804 bis 1967 und deckt die verschiedenen Bauphasen in und um den Dom nahezu lückenlos ab. Es stellt also ein Dombauarchiv dar.
Die frühen Unterlagen datieren zwischen 1804 und 1887. Den zweiten Schwerpunkt bilden Unterlagen der Dombauleitung ab 1885. Weiter gibt es Unterlagen zu weiteren baulichen Maßnahmen der Domgemeinde. Eine Serie von Amtsbüchern, die im Wesentlichen das Finanzwesen betrifft, deckt den Zeitraum von Beginn der Wiederherstellungsarbeiten am Wormser Dom seit 1893 bis etwa 1946 ab. Den letzten inhaltlichen und zeitlichen Schwerpunkt dokumentieren die Akten zur Domrenovierung von 1961 bis 1967. Auch fremdes Material kam in das Archiv, so etwa eine Akte zur Kapelle in Blödesheim (heute: Hochborn). Domwerkmeister Johannes Häußler bereicherte das Domarchiv um verschiedene Schriftstücke und Informationen zum Ulmer Münsterbau, wo er zuvor tätig war.
Das Domarchiv St. Peter Worms kann über das Stadtarchiv Worms genutzt werden. Nach außen wird sein Bestand als Bestand des Stadtarchivs dargestellt, auch wenn es weiterhin der Domgemeinde gehört:
- Abteilung 150 – Archiv Dompfarrei St. Peter (Akten)
- Abteilung 151 – Archiv Dompfarrei St. Peter (Pläne I)
- Abteilung 152 – Archiv Dompfarrei St. Peter (Pläne II)
- Abteilung 154 – Archiv Dompfarrei St. Peter (Pläne III)